# Polinyà de Xúquer
|  | Pel que fa al municipi del Vallès Occidental, vegeu Polinyà. |

Polinyà de Xúquer és un municipi del País Valencià situat a la comarca de la Ribera Baixa.

## Geografia
El terme de Polinyà és eminentment pla i està situat a la plana al·luvial formada pel riu Xúquer. La pràctica totalitat del seu territori està dedicat a l'agricultura de regadiu.
Des de València, s'accedix a la localitat a través de la N-332 per a enllaçar després amb la CV-505.

## Història
Al terme municipal de Benicull, que abans pertanyia a Polinyà, han aparegut vestigis d'època neolítica (Sima de la Pedrera), època romana (Altet de Cocasanta i partida de Gual), i restes d'alqueries medievals. Però la seua història com tal està unida a l'existència de la Baronia de Corbera, ja que era un dels quatre pobles que la conformaven fins al seu desmembrament el 23 de setembre del 1836, moment en què comença la història de Polinyà com a municipi independent. El document més antic conegut, fins ara, duu data de 7 d'abril de l'any 1254: és una escriptura de donació de terres que fa Bernardo de Vilar, canonge de la catedral de València, a Raymundo Dolivella. La propietat és una mesquita amb hort.

## Demografia
La segregació de la localitat de Benicull de Xúquer en l'any 2003 ha incidit en el descens demogràfic produït a partir d'eixe any.
| 1990  | 1992  | 1994  | 1996  | 1998  | 2000  | 2002  | 2004  | 2005  | 2008  | 2011  |
| ----- | ----- | ----- | ----- | ----- | ----- | ----- | ----- | ----- | ----- | ----- |
| 3.104 | 3.089 | 3.127 | 3.048 | 3.031 | 3.031 | 3.016 | 2.231 | 2.244 | 2.479 | 2.504 |

## Economia
L'economia de la localitat està centrada en la taronja i un petit sector de la fusta. Una petita part de la població treballa en la indústria de la comarca i en el sector servicis. Encara amb l'existència d'una certa diversitat econòmica, realment mínima, l'economia depén de l'evolució del mercat de la taronja. Les poques indústries localitzades en el terme tenen, la majoria, un origen familiar i artesanal.

## Política i Govern

### Composició de la Corporació Municipal
El Ple de l'Ajuntament està format per 11 regidors. En les eleccions municipals de 23 de maig de 2023 foren elegits 8 regidors d'Esquerra Unida-Endavant (EUPV), 2 del Partit Socialista del País Valencià (PSPV-PSOE) i 1 del Partit Popular (PP).
| Eleccions municipals de 23 de maig de 2023 - Polinyà de Xúquer                         |                                          |                                     |                                     |        |          |          |
| Candidatura                                                                            | Candidatura                              | Candidatura                         | Cap de llista                       | Vots   | Vots     | Regidors |
|                                                                                        | Esquerra Unida-Seguim Endavant           |                                     | Òscar Navarro Torres                | 981    | 68,27%   | 8 (-1)   |
|                                                                                        | Partit Socialista del País Valencià-PSOE |                                     | Francisco Llorens Martínez          | 270    | 18,79%   | 2 (+1)   |
|                                                                                        | Partit Popular                           |                                     | Juan Miguel García Tristante        | 171    | 11,90%   | 1 ()     |
|                                                                                        | Vots en blanc                            |                                     |                                     | 15     | 1,04%    |          |
| Total vots vàlids i regidors                                                           | Total vots vàlids i regidors             | Total vots vàlids i regidors        | Total vots vàlids i regidors        | 1.437  | 100 %    | 11       |
|                                                                                        | Vots nuls                                | Vots nuls                           | Vots nuls                           | 21     | 1,44%    |          |
| Participació (vots vàlids més nuls)                                                    | Participació (vots vàlids més nuls)      | Participació (vots vàlids més nuls) | Participació (vots vàlids més nuls) | 1.458  | 74,16%** |          |
| Abstenció                                                                              | Abstenció                                | Abstenció                           | Abstenció                           | 508*   | 26,84%** |          |
| Total cens electoral                                                                   | Total cens electoral                     | Total cens electoral                | Total cens electoral                | 1.966* | 100 %**  |          |
| Alcalde: Òscar Navarro Torres (EUPV) (15/06/2019)                                      |                                          |                                     |                                     |        |          |          |
| Fonts: JEC, (* No són vots sinó electors. ** Percentatge respecte del cens electoral.) |                                          |                                     |                                     |        |          |          |

### Alcaldes
Des de 2011 l'alcalde de Polinyà de Xúquer és Òscar Navarro Torres d'EUPV.
| Període                       | Alcalde o alcaldessa                                | Partit polític           | Data de possessió     | Observacions         |
| ----------------------------- | --------------------------------------------------- | ------------------------ | --------------------- | -------------------- |
| 1979–1983                     | José Luis Escrivá Ventura                           | PSPV-PSOE                | 19/04/1979            | --                   |
| 1983–1987                     | José Luis Escrivá Ventura                           | PSPV-PSOE                | 28/05/1983            | --                   |
| 1987–1991                     | José Luis Escrivá Ventura                           | PSPV-PSOE                | 30/06/1987            | --                   |
| 1991–1995                     | Vicent Navarro i Torres                             | EUPV                     | 15/06/1991            | --                   |
| 1995–1999                     | Vicent Navarro i Torres María Carmen Llombart Comes | EUPV-EV EUPV-EV          | 16/06/1995 08/11/1996 | Dimissió/renúncia -- |
| 1999–2003                     | José Daniel Martí Artal                             | PSPV-PSOE                | 03/07/1999            | --                   |
| 2003–2007                     | José Daniel Martí Artal                             | PSPV-PSOE                | 14/06/2003            | --                   |
| 2007–2011                     | Vicent Navarro i Torres                             | EUPV                     | 16/06/2007            | --                   |
| 2011–2015                     | Òscar Navarro Torres                                | EUPV                     | 11/06/2011            | --                   |
| 2015–2019                     | Òscar Navarro Torres                                | EUPV                     | 13/06/2015            | --                   |
| 2019-2023                     | Òscar Navarro Torres                                | EUPV                     | 15/06/2019            | --                   |
| Des de 2023                   | Òscar Navarro Torres                                | Esquerra Unida: Endavant | 17/06/2023            | --                   |
| Fonts: Generalitat Valenciana |                                                     |                          |                       |                      |

## Monuments

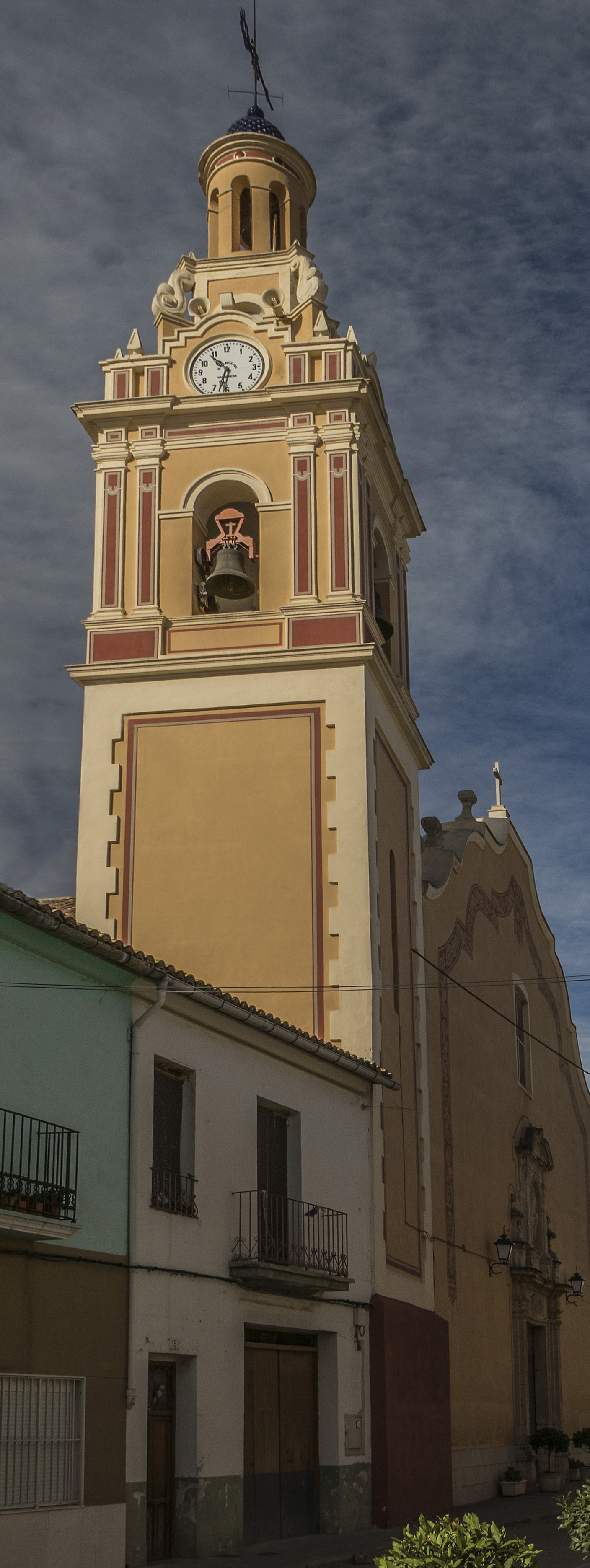
Campanar de la parròquia Sagrat Sopar del Senyor

- Ermita de San Sebastià: del segle xv
- Església Parroquial: del segle xviii
- La Casota. Antiga casa de camp que ha quedat dins la població. Actualment és el local de l'Associació Musical Polinyanense.
- La Granja de Sinyent.[4][5] Edificació del segle xiv, que va pertànyer al Monestir de la Valldigna fins a la desamortització. Declarada Bé d'Interés Cultural l'any 2018[6]
- Molí de Monsalvà. Antic molí de la baronia de Corbera, en funcionament fins als anys 60 del segle passat.

## Gastronomia
Té l'arròs com a element culinari primordial en totes les seus variacions, conserva dolços tradicionals pareguts als d'altres localitats de la comarca. Destaquen l'arròs al forn o amb caldo, l'arròs amb panses, cigrons i tallades de moniato: una combinació de dolç i salat al mateix plat sense recórrer a la cuina oriental. La paella, en tota la seua riquesa i variació, és el plat festiu per excel·lència. Un altre dels plats més característics és la fenollà, fet a base d'ou, bacallà i fenoll, bledes o espinacs, que se sol menjar en Setmana Santa.